# Silva arromanzada
La silva arromanzada és l'estrofa que, en la mètrica espanyola, està composta de versos imparisíl·labs d'art menor i major, incloent-hi els alexandrins de 7 + 7 síl·labes, que rimen en assonant només els versos parells.
Es considera que el creador d'aquesta estrofa fou Gustavo Adolfo Bécquer. Se'n va generalitzar l'ús en el Modernisme i amb la Generació del 98 entre els segles xix i xx i és, per exemple, una estrofa molt característica d'Antonio Machado (Fue una clara tarde, triste y soñolieta).

## Exemple
Un exemple de silva arromanzada el trobem a «Las ascuas de un crepúsculo morado», d'Antonio Machado:

(11-) Las ascuas de un crepúsculo morado
(11A) detrás del negro cipresal humean...
(11-) En la glorieta en sombra está la fuente
(11A) con su alado y desnudo Amor de piedra, 
(11-) que sueña mudo. En la marmórea taza
(7a) reposa el agua muerta.